# 319227 Erichbär
(319227) Erichbär, denumire internațională (319227) Erichbar, este un asteroid din centura principală de asteroizi.

## Descriere
319227 Erichbär este un asteroid din centura principală de asteroizi. A fost descoperit pe 9 ianuarie 2006 la Radebeul de Martin Fiedler. Asteroidul prezintă o orbită caracterizată de o semiaxă mare de 3,08 ua, o excentricitate de 0,09 și o înclinație de 10,4° în raport cu ecliptica.